# Lasioglossum angaricum
Lasioglossum angaricum är en biart som först beskrevs av Cockerell 1937.  Lasioglossum angaricum ingår i släktet smalbin, och familjen vägbin. Inga underarter finns listade i Catalogue of Life.